# Limnebius atomus
Limnebius atomus är en skalbaggsart som först beskrevs av Caspar Erasmus Duftschmid 1805.  Limnebius atomus ingår i släktet Limnebius och familjen vattenbrynsbaggar. Arten har ej påträffats i Sverige. Inga underarter finns listade i Catalogue of Life.